# Einar Hansen

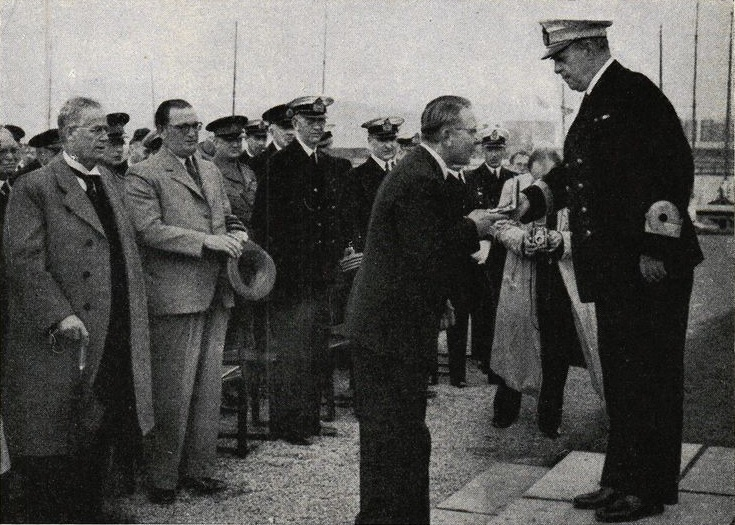
Vid invigningen av Öresunds frivilliga motorbåtsflottiljs station i Limhamn: chefen för marinen, amiral Fabian Tamm, överlämnar flottans guldmedalj till donatorn direktör Einar Hansen.

Einar Anton Hansen, född 14 november 1902 i Horsens, död 21 januari 1994 i Malmö, var en dansk-svensk företagsledare och donator. Han var systerson till Michael Hansen.
Hansen, som genomgått handelsutbildning, var verkställande direktör för AB Allhems förlag i Malmö från 1932 samt för AB Clipperline och Rederi AB Clipper i Malmö 1946–89.
Hansen var styrelseledamot i Svenska Pressbyrån och i Svenska Tidningsutgivareföreningens veckotidningssektion 1940–75, ledamot av direktionen för Sjöbefälsskolan i Malmö 1952–64 (ordförande 1956–64), Malmö sjöfartsförening, Malmö sjöfartsmuseum, Malmö museum 1941–54, Konserthusstiftelsen i Malmö 1955–73, stiftelsen Malmö musikkonservatorium (ordförande 1952–71), ordförande i Rederi AB Malmoil 1956–65 och styrelseledamot i Kockums mekaniska verkstads AB 1958–73 (vice ordförande 1971–73).
Hansen invaldes som ledamot av Gustav Adolfsakademien 1944, av Vetenskapssocieteten i Lund 1955, av Fysiografiska sällskapet i Lund 1956, av Örlogsmannasällskapet 1960, Humanistiska vetenskapssamfundet i Lund 1963 och av Vitterhets-, historie- och antikvitetsakademien 1963. Han blev filosofie hedersdoktor vid Lunds universitet 1969 och tilldelades Medaljen för tonkonstens främjande, samma år, medaljen Illis Quorum 1983 och Malmö stads kulturpris 1991.
Hansen främjade svenskt och danskt kulturliv genom frikostiga donationer. Lunds universitet inrättade 1987 den första svenska professuren i biblioteksvetenskap genom en donation av honom. 